# Clubiona caliginosa
Clubiona caliginosa là một loài nhện trong họ Clubionidae.
Loài này thuộc chi Clubiona. Clubiona caliginosa được Eugène Simon miêu tả năm 1932.